# Medieval II: Total War
Medieval II: Total War – czwarta odsłona serii gier strategicznych Total War, stworzona przez brytyjskie studio The Creative Assembly i wydana 10 listopada 2006 roku przez firmę Sega. Jest kontynuacją gry Medieval: Total War wydanej w 2002 roku.
28 sierpnia 2007 roku został wydany dodatek do gry zatytułowany Medieval II: Total War – Królestwa, zawierający cztery kampanie: kolonizację Nowego Świata, wyprawy krzyżowe, walki zakonu krzyżackiego ze wschodnioeuropejskimi poganami oraz wojny toczone na Wyspach Brytyjskich za panowania angielskiego króla Henryka III.

## Rozgrywka
Akcja gry toczy się w latach 1080–1530 na obszarze Europy, Bliskiego Wschodu, Afryki Północnej i Nowego Świata. Gracz steruje jednym z 21 państw (kilka dostępnych jest od początku rozgrywki, z czasem gracz może odblokować kolejne oprócz trzech frakcji niegrywalnych). Liczba dostępnych jednostek przekracza dwieście pięćdziesiąt. Rozbudowaniu uległy możliwości przeprowadzania oblężeń budowli przeciwnika. Gracze mogą korzystać z: nowych machin oblężniczych (taran, wyrzutnia pocisków), jak również mogą niszczyć mury twierdzy wroga za pomocą ciężkiej artylerii w postaci dział. Jeżeli chodzi o zależności ekonomiczne, gospodarcze, handlowe i polityczne, to także zadbano o zgodność z historią.
Rozgrywka w Medieval II: Total War podzielona jest na dwie części: turową (polegającą na rządzeniu państwem, powiększaniu granic, rozbudowie miast i zamków, ogólnie rzecz biorąc – dbaniu o rozwój ekonomiczny i przygotowywaniu zakrojonych na szerszą skalę kampanii wojennych) – oraz bitewną w czasie rzeczywistym (gracz dowodzi posiadanymi jednostkami podczas bitwy).

## Grafika
Silnik Medieval II: Total War pochodzi z gry Rome: Total War. W jednej bitwie jednocześnie może wziąć udział ponad dziesięć tysięcy jednostek. Wygląd żołnierzy jest zróżnicowany (różne zbroje, miecze, symbole herbów na tarczach, postura, twarz itd.). W grze zawarto ponad tysiąc nowych animacji ruchów jednostek (stworzonych z użyciem techniki przechwytywania ruchu) oraz system animacji niszczonych budowli.

## Muzyka
Ścieżka dźwiękowa do Medieval II: Total War zawiera elementy nawiązujące do okresu historycznego.
Kompozycja i wykonanie:
- Jeff van Dyck
- Richard Vaughan
- James Vincent